# 3. Hadtest
A Magyar Néphadsereg 3. Hadtest a Magyar Néphadsereg, majd a Magyar Honvédség közvetlen alakulata volt 1966-2001 között.

## Története
A 3. Hadtest 1966-ban állt fel Cegléd helyőrségben a Dózsa György Laktanyában. A hosszabb menetkészültségű gyöngyösi 4. Gépesített Lövészhadosztályt és nyíregyházi 15. Gépkocsizó Lövészhadosztályt fogta össze.
1987-ben az addig önálló 3. Hadtest a Rubin feladat végrehajtásával az 5. Hadsereg alárendeltségébe került és átalakult 3. Gépesített Hadtestté. A politikai helyzet megváltozása miatt 1991-ben ismét átalakult a magasabbegység és létrejött a 3. Katonai Kerület-parancsnokság.(3.g.hadtest,3 területvédelmi kerület parancsnokság) 

1995. december 15-én megszűnt a 3. Katonai Kerületparancsnokság és jogutódjaként létrejött a 3. Gépesített Hadosztályparancsnokság. Szervezési feladatként jelentkezett, hogy a létrejött hadosztály a harcoló alakulatokat fogta össze, amíg a kaposvári 2. a kiképző központokat.
2000. végétől a szervezet átalakítási intézkedéseknek folytán, megkezdődött a hadosztály felszámolása, ezzel együtt a ceglédi laktanyában lévő alakulatok is felszámolásra kerültek. 
A történelem végül 2001. június 30-án érte utol, ekkor végleg bezárták a laktanyát.

## Alárendelt alakulatok 1986-ban (MN 3. Hadtest)
- Közvetlenek:
  - MN 66. Híradó Zászlóalj (Cegléd)
  - MN 3. Rendészeti Komendáns Zászlóalj (Cegléd)

- MN 4. Gépesített Lövészhadosztály (Gyöngyös)
  - MN 20. Híradó Zászlóalj (Gyöngyös)
  - MN 102. Rendészeti Komendáns Zászlóalj (Gyöngyös)
  - MN 6. Gépesített Lövészezred (Eger)
  - MN 53. Gépesített Lövészezred (Szabadszállás)
  - MN 80. Gépesített Lövészezed "M" Törzs (Eger)
  - MN 35. Harckocsi Ezred (Verpelét)
  - MN 24. Felderítő Zászlóalj (Eger)
  - MN 50. Tüzérezred (Jászberény)
  - MN 92. Harckocsi Felderítő Zászlóalj (Harcászati Rakétaosztály) (Jászberény)
  - MN 6. Légvédelmi Tüzérezred (Karcag)
  - MN 63. Ellátó Zászlóalj (Gyöngyös)
  - MN 85. Javító Zászlóalj (Gyöngyös)
  - MN 51. Egészségügyi Zászlóalj (Vác)
  - MN 12. Páncéltörő Tüzérosztály (Karcag)
  - MN 4. Rádiótechnikai Század (Verpelét)
  - MN 72. Vegyvédelmi Század (Gyöngyös)
  - MN 16. Műszaki Utász Zászlóalj (Szolnok)

- MN 15. Gépkocsizó Lövészhadosztály (Nyíregyháza)
  - MN 115. Híradó Zászlóalj (Nyíregyháza)
  - MN 103. Rendészeti Komendáns Zászlóalj (Nyíregyháza)
  - MN 67. Felderítő Zászlóalj (Nyíregyháza)
  - MN 48. Gépkocsizó Lövészezred (Debrecen)
  - MN 45. Gépkocsizó Lövészezred "M" Törzs (Nyíregyháza)
  - MN 65. Gépesített Lövészezred (Nyíregyháza)
  - MN 44. Harckocsi Ezred (Abasár)
  - MN 17. Tüzérezred "M" Törzs (Jászberény)
  - MN 87. Légvédelmi Tüzérezred "M" Törzs (Karcag)
  - MN 94. Harckocsi Felderítő Zászlóalj (Harcászati Rakétaosztály) (Nyíregyháza)
  - MN 71. Páncéltörő Tüzérosztály "M" Törzs (Karcag)
  - MN 15.Rádiótechnikai Század "M" Törzs (Verpelét)
  - MN 81.Vegyvédelmi Század "M" Törzs (Nyíregyháza)
  - MN 61. Ellátó Zászlóalj (Nyíregyháza)
  - MN 55. Egészségügyi Zászlóalj (Nyíregyháza)
  - MN 23. Műszaki Zászlóalj (Orosháza)
  - MN 83. Javítózászlóalj  (Nyíregyháza)

## Alárendelt alakulatok 1987-ben (MN 3. Gépesített Hadtest)
- MN 66. Híradó Zászlóalj Mozgósítás esetén felállításra kerül MN 218. Vonalépítő Híradó Század, és a MN 219. Hadtáp Híradó Század (Cegléd)
- MN 3. Rendészeti Komendáns Zászlóalj (Cegléd)
- MN 24. Felderítő Zászlóalj (Eger)
- MN 5. Gépesített Lövészdandár (Mezőtúr)
- MN 6. Gépesített Lövészdandár (Eger)
- MN 62. Gépesített Lövészdandár (Hódmezővásárhely)
- MN 65. Gépesített Lövészdandár (Nyíregyháza)
- MN 35. Harckocsi Dandár (Verpelét)
- MN 15. Légvédelmi Rakétaezred (Kalocsa)
- MN 6. Légvédelmi Tüzérezred (Karcag)
- MN 50. Tüzérdandár (Jászberény)
- MN 92. Harcászati Rakétaosztály (Nyíregyháza)
- MN 12. Páncéltörő Tüzérezred (Karcag)
- MN 28. Műszaki Ezred (Csongrád)
- MN 61. Ellátó Ezred (Nyíregyháza)
- MH 83. Javító Zászlóalj (Nyíregyháza)
- MN 55. Egészségügyi Zászlóalj (Nyíregyháza)
- MN 72. Vegyvédelmi Zászlóalj (Mezőtúr)
- MN 7. Rádiótechnikai Század (Kiskunfélegyháza)

## Alárendelt alakulatok 1991-ben (MH 3. Katonai Kerület Parancsnokság)
- MH 66. Puskás Tivadar Híradó Zászlóalj és a MH 3. Rendészeti Kommendáns Zászlóalj fúziójával létrejövő szervezet. MH 66. Puskás Tivadar Vezetésbiztosító Zászlóalj. Mozgósítás esetén felállításra került volna a MH 130. Vezetésbiztozitó Zászlóalj, a MH 213. Területvédelmi Ezred, illetve a MH 81. Honvédelmi Híradó Zászlóalj Cegléd helyőrséggel.
- MH 3. Földváry Károly Rendészeti Komendáns Zászlóalj (Táborfalva)
- MH 24. Bornemissza Gergely Felderítő Zászlóalj (Eger)
- MH 5. Bocskai István Gépesített Lövészdandár (Debrecen)
- MH 62. Bercsényi Miklós Gépesített Lövészdandár (Hódmezővásárhely)
- MH 65. Damjanich János Gépesített Lövészdandár (Nyíregyháza)
- MH 80. Török Ignác Gépesített Lövészdandár "M" Törzs (Abasár)
- MH 35. Dobó István Harckocsi Dandár (Verpelét)
- MH 10. Dózsa György Tüzérdandár (Cegléd)
- MH 15. Kalocsa Légvédelmi Rakétaezred (Kalocsa)
- MH 6. Légvédelmi Rakétaezred (Karcag)
- MH 12. Páncéltörő Tüzérezred (Szentes)
- MH 28. Műszaki Ezred (Csongrád)
- MH 55. Egészségügyi Zászlóalj (Nyíregyháza)
- MH 61. Ellátó Zászlóalj (Nyíregyháza)
- MH 83. Javítózászlóalj (Nyíregyháza)
- MH 72. Vegyivédelmi Zászlóalj (Mezőtúr)
- MH 7. Rádiótechnikai Század, 1993-ban megszünt az önállósága és Ceglédre diszlokált. Légvédelmi vezetési századként a Puskás Tivadar Híradó Zászlóalj alegysége lesz. LÉF közvetlen alárendelt alakulata lett. (Kiskunfélegyháza)

## Alárendelt katonai alakulatok (3. Gépesített Hadosztály 1995. december 1-től)
- MH 66. Puskás Tivadar Híradó Zászlóalj (csak m-ben 43 önálló hírközpont század, 216.területvédelmi ezred 2.zászlóalj)
- MH 3. Földvári Károly Rendészeti Komendáns Zászlóalj
- MH 10. Dózsa György Tüzérdandár
- MH 5. Bocskai István Gépesített Lövészdandár (Debrecen)
- MH 62. Bercsényi Miklós Gépesített Lövészdandár (Hódmezővásárhely)
- MH 24. Bornemissza Gergely Felderítő Zászlóalj (Eger)
- MH 88. Légimozgékonyságú Zászlóalj (Szolnok)
- MH 61. Ellátó Ezred (Nyíregyháza)

## Parancsnokok
- Orovecz István vezérőrnagy (1966-1969)
- Lakatos Béla vezérőrnagy (1969-1973)
- Stadler János vezérőrnagy (1973-1976)
- Évin Sándor vezérőrnagy (1977. január 1. – 1990. március 1.)[3]
- Törzsfőnök :Jakubinyi Béla ezredes
- Orbán Károly vezérőrnagy (1990 március 1992)
  - Törzsfőnök Vekerle József ezredes
- Végh Ferenc ezredes (1993-1995)
  - Törzsfőnök Borszéki Tivadar  ezredes  (1993-1995)
- Parancsnok: Bátor Ferenc vezérőrnagy (1995. december 16-1996 május 30)
- Havril András vezérőrnagy (1996-2000)
  - Törzsfőnök: Somkutas Imre ezredes
- Somkutas Imre ezredes (2000-2001)[4]